# Edrei (terytorium Neftalego)
Edrei, Adraa – niezidentyfikowane miasto, które według Księgi Jozuego (Joz 19,37) należało do obszarów należących do pokolenia Neftalego. Wymienione zostało w źródłach jako jedno z miejscowości podbitych w XV wieku p.n.e. przez Totmesa III.